# GameStopのショートスクイズ
GameStop（ゲームストップ）のショートスクイズは、2021年1月に、個人投資家たちがコンピュータゲーム小売店・GameStop（ゲームストップ）の株価をつり上げた（ショートスクイズ）現象を示す。

## 内容
2021年1月、アメリカの株式市場で、ロビンフッドの利用者（ロビンフッダー）の個人投資家たちがオンライン掲示板「Reddit」を通じて互いにGameStopの株価のつり上げを呼びかけたことにより、大量のGameStop（ゲームストップ）の株が買い占められ、2021年1月の間にGameStopの株価は190倍にまで上昇する事態となった。
これにより、GameStop株の空売りを仕掛けた大手ヘッジファンドの「メルビン・キャピタル・マネジメント」は多額の買戻しに迫られ、大損害を被った。また、空売りを仕掛けた投資家の中には、誹謗中傷や殺害予告を受けた者もいた。このSNSの呼びかけに応じてゲームストップ株を買った個人投資家の一部は、米メディアに「自分の金もうけではなく金持ちを破綻させてやりたい」などと語った。長年、大手金融機関が牛耳る「ウォール街」で個人投資家がヘッジファンドを打ち負かした今回の株式相場は、「金融界のフランス革命」（米ブルームバーグ通信）と呼ぶ声が業界関係者から出た。
その後、ロビンフッド側は1月28日にGameStopの株の新規購入を停止し、個人投資家たちから反発を招き、世界中の株価に悪影響を及ぼした。民主党のアレクサンドリア・オカシオ＝コルテス下院議員は個人投資家の売買だけ止められたのは「許されない」とロビンフッドを批判した。事態を重く見たホワイトハウスが監視、調査に乗り出した。
この騒動において、個人投資家のキース・ギルがゲームストップ株の相場を操縦したとみなされ、証券詐欺で訴えられた。
2021年2月18日（現地時間）、本件に関する公聴会がオンラインで開かれた。
キース・ギルは「株式市場はゲームストップの事業を過小評価しており、今回のゲームストップ株の投資は自分の分析に自信があったからだ」と説明。「SNSを使って、ゲームストップ株を何も知らない投資家に宣伝したという考えはばかげている」と悪意を否定した。
一方、今回の株価の急騰で大きな損失が発生したメルビン・キャピタル・マネジメント創業者のゲイブ・プロトキンは「前代未聞の出来事は教訓になった」、「人為的に株価を下げるために空売りをしているわけではない」と述べた。
また、株取引アプリ「ロビンフッド・マーケッツ」のブラッド・テネフ最高経営責任者（CEO）は、ゲームストップ株の急騰時に個人投資家たちの取引を制限し、損失が膨らんでいくヘッジファンドを密かに救済しようとしたのではないか？という疑いについて、「ヘッジファンドを助けるためではない」と明言し、ゲームストップ株の取引が急増したことで、ロビンフッドが取引を続けるための必要な資金が足りなくなったからだと説明し、個人投資家の利用者たちに「申し訳ありませんでした」と謝罪した。公聴会では、この他にも議員たちから、取引制限の経緯をただす質問が相次いだ。
今回のゲームストップ株の相場は、多くのヘッジファンドに大打撃を与えた。そのうちの１つ、メルビン・キャピタル・マネジメントは2021年1月現在、年初時点の運用資産の53%に当たる約66億ドル（約6930億円）もの巨額の損失を被ったとされる。
2021年10月18日、米国証券取引委員会（SEC）はゲームストップ株について検証報告書を公表した。今回のゲームストップ株の高騰は株式市場の基本的な機能であり、その健全さは維持されたと結論付けた。さらにゲームストップ株を押し上げた一番の要因は、空売りの買い戻しではなく、同社に対する肯定的な市場心理だったとの見解を示した。また、SEC高官は、今回のゲームストップ株の相場で、何らかの行政処分につながるかどうかの不正行為に関しては、報告書で議論できなかったと述べた。

## メルビン・キャピタル・マネジメントの閉鎖
2022年5月18日、メルビン・キャピタル・マネジメントがファンドを閉鎖することが明らかになった。ファンドの代表のゲイブ・プロトキンは投資家への書簡の中で「過去17カ月は当社と投資家の皆さんにとって信じられないほど試練の時だった。今後、ファンドの資産と口座を全て換金することでファンドを清算し、全投資家に資金を返還するのが適切である」と表明した。
メルビン・キャピタル・マネジメントの2022年４月末時点の資産は78億ドル。関係筋によると、メルビン・キャピタル・マネジメントの2022年1月 - 4月の運用成績はハイテク株の下落でマイナス23％だった。また、2021年のメルビン・キャピタル・マネジメントの運用成績は、ゲームストップ株に絡む損失などでマイナス39%だった。